# Prasinocyma oculata
Prasinocyma oculata är en fjärilsart som beskrevs av Louis Beethoven Prout 1915. Prasinocyma oculata ingår i släktet Prasinocyma och familjen mätare. Inga underarter finns listade i Catalogue of Life.